# Distretto di Bukhara
Il distretto di Bukhara (usbeco Buxoro) è uno degli 11 distretti della Regione di Bukhara, in Uzbekistan. Il capoluogo è Galaasiya (Galaosiyo).
| Controllo di autorità | VIAF (EN) 3299147665817260670005 · LCCN (EN) no2016132892 |